# Prince of Persia: Warrior Within
Prince of Persia: Warrior Within - відеогра в жанрі пригодницький бойовик 2004 року, розроблена і видана Ubisoft для GameCube, Microsoft Windows, PlayStation 2 і Xbox  грудня 2004 року. Порт для PlayStation Portable під назвою Prince of Persia: Revelations був розроблений і випущений компанією Pipeworks Software 6 грудня 2005 року. Мобільна версія Warrior Within була опублікована Gameloft 3 червня 2010 року для iPhone; однак, через проблеми з ігровим меню, вона була вилучена з App Store на два тижні, повторно випущена 18 червня 2010 року.
Гра є п'ятою основною частиною серії Prince of Persia і продовженням  Prince of Persia: The Sands of Time 2003 року. Дія гри розгортається через сім років після подій попередньої частини, коли принц шукає спосіб зупинити сутність під назвою Дахака, яка невпинно переслідує його як покарання за втручання в Піски Часу. Він вирушає на таємничий Острів Часу, де намагається перешкодити Імператриці Часу створити Піски, сподіваючись, що цей вчинок заспокоїть Дахаку.
Ігровий процес Warrior Within базується на геймплеї The Sands of Time, додаючи нові можливості, зокрема, варіанти ведення бою. Принц має можливість володіти двома видами зброї одночасно, а також може викрадати зброю своїх ворогів і кидати її. Репертуар бойових прийомів Принца розширено до різноманітних комбінацій, які дозволяють гравцям атакувати ворогів з більшою складністю, ніж це було можливо в попередній грі. Warrior Within має більш похмурий тон, ніж її попередник, додаючи можливість Принцу відправляти своїх ворогів у різні криваві завершальні ходи. На додаток до здібностей перемотування, уповільнення та прискорення з Sands of Time, Принц також має нову піщану силу: кругову "хвилю" піску, яка збиває з ніг усіх навколишніх ворогів, а також завдає їм шкоди.
Після виходу гра була загалом добре сприйнята критиками, які виділили покращені бої, дизайн рівнів, історію та саундтрек. Однак радикальна зміна тональності порівняно з більш легковажною попередницею та персонаж Принца викликали неоднозначну реакцію. Після Warrior Within вийшли ще дві гри у продовженні "Пісків часу": Prince of Persia: The Two Thrones 1 грудня 2005 року, яка є прямим продовженням Warrior Within; і Prince of Persia: The Forgotten Sands 18 травня 2010 року, дія якої відбувається між The Sands of Time і Warrior Within.

## Ігровий процес
Як і його попередник, Warrior Within - це 3D-платформер, зосереджений на дослідженні та ближньому бою. Дизайн рівнів обертається навколо навігації підступним середовищем за допомогою паркуру та рухів у стилі фріранінгу. На відміну від Sands of Time, ігровий світ дуже нелінійний; гравець часто повертається до вже відвіданих локацій по кілька разів з різних напрямків, часто перетинає часові портали, щоб відвідати ті самі місця в теперішньому та минулому, щоб знайти шляхи обходу перешкод, які були б непрохідними в обох часах окремо. Таємні зони можна знайти і дослідити, щоб отримати додаткові очки здоров'я та унікальну зброю, а кульмінацією стає знахідка зброї, здатної завдати шкоди дахакам, що відкриває канонічну кінцівку гри. Окрім звичайного платформера, у грі також є епізоди, де принца переслідують дахаки, і він повинен швидко пробиратися коридорами з пастками, щоб дістатися до безпечного місця. Атмосфера гри має характерну темну і грубу тему, на відміну від барвистої палітри попередньої гри.
Бойова система гри зберігає аспекти рукопашного бою з двома мечами з попередньої гри, а також вводить нові. У той час як у Sands of Time основною зброєю принца був меч, а кинджал часу - додаткова зброя, у Warrior Within меч стає обов'язковою основною зброєю, а додаткову зброю для її використання потрібно добувати і знаходити у повалених ворогів або на стелажах зі зброєю. Завдяки цій новій функції, нова бойова система підкреслює вільний стиль ведення бою. Ідея полягає в тому, щоб використовувати навколишнє середовище, п'ятдесят вісім видів вторинної зброї та власні акробатичні здібності принца для легкого та агресивного знищення ворогів, доповненого графічними ефектами насильства, які можна перемикати в меню ігрових опцій. Боротьба двома руками вводить численні додаткові акробатичні комбо, щоб знищувати ворогів з більшою ефективністю та жорстокістю. Холодна зброя має різні бонуси та штрафи, що застосовуються до пошкоджень та хітів гравця; її можна кидати у ворогів, щоб дозволити обмежену форму ближнього бою. Більшість з них також мають обмежену міцність і ламаються після кількох влучень або після того, як їх кидають як снаряди. Окрім босів, ворогами є піщані істоти різних розмірів. На відміну від Пісків Часу, де раунди важких боїв перемежовуються з раундами дослідження, тут вороги можуть зустрічатися будь-де на шляху, поодинці та зграями; деякі типові вороги відроджуються, коли гравець повертається на нові локації.
Як і в Sands of Time, Принц має обмежений контроль над часом за допомогою Медальйона Часу; Піски можна використовувати для більш ефективної боротьби, а також для уповільнення і навіть перемотування часу, що дозволяє Принцу повторно спробувати невчасні стрибки або втекти з лап Дахаки.

## Сюжет
Через сім років після подій попередньої гри, після того, як Принц відмінив вивільнення Пісків часу, на нього полює демон Дахака - вартовий часового потоку, оскільки Принц був приречений на смерть після вивільнення пісків, але не загинув. Це створило невідповідність у плині часу, тому Дахака починає полювати за Принцем. Звернувшись за порадою до мудреця, принц дізнається, що Піски були створені на далекому острові Імператрицею Часу. Незважаючи на попередження мудреця про неможливість зміни долі, принц вирішує відправитися на острів і запобігти створенню Пісків. Корабель принца атакує Шаді, слуга імператриці, але йому вдається вижити, і його викидає на острів. Він переслідує Шаді в руїнах і слідує за нею через часовий портал у минуле. Переслідуючи її по замку, він помічає якусь дивну істоту. Слідуючи далі, він застає Шаді за нападом на іншу жінку, Кайліну. Він вбиває Шаді, але вона перед смертю каже Принцу, що той не зможе змінити свою долю. Принц дивується, звідки вона може знати про мету його подорожі. Раптом все навкруги починає руйнуватися. Кайліна дістається безпечного місця і радить Принцу забиратися з острова геть. 
Принц опиняється у теперішньому, і виявляє, що Дахака знайшов його на острові. Він починає переслідувати Принца, але виявляється, що потвора не може пройти крізь воду. Потрапивши у минуле, Принц зустрічається з істотою, яка витягає зі стіни сокиру і кидає її у Принца. Той ухиляється. У минулому Принц дістається до входу до тронної зали, де зустрічає Кайліну. Вона каже, що тронна зала зачинена і скоро Імператриця створить Піски Часу. Незважаючи на те, що зусилля принца марні, Кайліна допомагає йому отримати доступ до тронного залу Імператриці. Для цього, потрібно активувати дві башти, синхронна робота яких відчинить двері до тронного залу. Принц відправляється до цих башт, і активовує їх, переміщаючись у теперішнє і минуле та зіштовхуючись з Дахакою і таємничою істотою. Після активації останньої башти, Принца зненацька застає Дахака, що шокує Принца, адже він переслідував його лише в теперішньому часі, але тепер застає його в минулому. Але з'являється таємнича істота. Принц ухиляється від щупалець Дахаки і демон захоплює істоту, після чого зникає. Перед тим, як зіткнутися з імператрицею, принц пропонує Кайліні відвезти її до Вавилону, але вона неохоче відмовляється.
У тронній залі Кайліна викриває себе - вона і є Імператриця часу. Кайліна нападає на героя, намагаючись змінити свою долю - у потоці часу вона бачила що має загинути від руки Принца. Увесь цей час вона сподівалася, що Принца вб'є Дахака, що Шаді не дасть йому дістатися острова, що він згине у спробах активувати башти, і навіть прокляла клинок, який дала Принцу, але він все ще живий. Принц бореться і вбиває її. Він опиняється в минулому і вирішує плисти додому, але Дахака все одно переслідує його. Принц опиняється в склепінні і усвідомлює, що він у спробі запобігти знищенню Пісків часу, сам того не відаючи, власноруч створив їх: саме смерть Імператриці вивільнила Піски часу. Ненадовго втративши надію, Принц знаходить письмена армії, яка першою повернула Піски, з описом артефакту під назвою "Маска Привида", що дозволяє власникові змінити свою долю. Він знову опиняється у тронній залі і виявивши часовий портал за залою, розробляє новий план: він використає часовий портал, щоб перенести Кайліну в теперішнє, дозволивши створити Піски, водночас унеможливлюючи їх появу в минулому і транспортування до Азада, звільнивши його від Дахаки. Принц знаходить маску і вона перетворює його на того самого Піщаного Привида, який переслідував його раніше. Опинившись у минулому, він бачить, як Кайліна різними способами намагається змінити свою долю, незважаючи на песимізм Шаді, і врешті-решт, коли Шаді прибуває з вістями до Імператриці, отримує від неї ляпас. Шаді навісніє і намагається її вбити, коли з'являється принц. Як Піщаному Привиду, Принцу вдається дістатися до механічної башти, але його хапає велет і кидає його у камеру, від чого Принц втрачає свідомість. Коли він отямлюється він виявляє, що Принц вже активував обидві башти. Він прямує до кімнати переходу, якраз у той момент, коли на Принца у минулому нападає Дахака. Але цього разу, Принц у масці ухиляється від щупалець Дахаки, і демон хапає Принца без маски і вбиває його. Таким чином Принц змінює свою долю і знову стає собою. Він прямує до тронної зали і, незважаючи на його благання до Кайліни, що вони можуть змінити долю, вона, як і раніше, нападає на нього.
Кінцівка змінюється залежно від того, чи отримав Принц особливу зброю - Водяний меч. Його можна отримати, якщо знайти 9 п'єдесталів, які збільшують шкалу здоров'я.
Без Водяного Меча Принц переміщає Кайліну в теперішній час, як і планував. Принц намагається переконати її, що долю можливо змінити, але Кайліна налаштована вбити Принца. Він сходиться з нею у двобої і перемагає. Після загибелі Імператриці, Дахака поглинає її та всі залишки сили Пісків, перш ніж зникнути. Принц повертається до Вавилону сам, і застає місто атакованим армією загарбників.
З Водяним Мечем Принц переміщає Кайліну в теперішній час, як і планував. Кайліна збирається битися з ним, але Принц намагається переконати її, що долю можливо змінити. Але Кайліна налаштована вбити Принца. Раптом з'являється Дахака, і Принц шокований, адже він змінив свою долю і демон не має його переслідувати. Але Дахака прийшов по Кайліну, адже вона перебуває не у своєму часі, а отже підлягає знищенню. І своїми діями, Принц прирік її на смерть. У люті і розпачі Принц атакує Дахаку, рятуючи Кайліну від Дахаки і виявляє, що Водяний Меч може поранити Дахаку. Він починає битися з монстром і вбиває його. Принц і Кайліна разом будують човен і пливуть геть з острова. На човні вони вступають у інтимний зв'язок і Принц отримєу видіння, що Вавилон атакований армією загарбників, таємничий чоловік підбирає корону його батька, а Фара (з Sands of Time) потрапляє в полон.

## Розробка
Пре-продакшн Warrior Within розпочався в Ubisoft Montreal на завершальній стадії виробництва The Sands of Time у 2003 році. Через зайнятість у написанні сценарію для екранізації The Sands of Time, творець серії Джордан Мехнер не брав участі у виробництві Warrior Within. Під час ранніх мозкових штурмів команда вирішила створити більш похмуре продовження The Sands of Time, спираючись на існуючий ігровий процес. Виробництво тривало близько року, до роботи було залучено шістдесят нових співробітників, які використовували у своїй роботі відгуки з The Sands of Time. Головний продюсер Бертран Геліас описав виробництво як таке, що мало безліч злетів і падінь. У грі використовувався рушій Jade, той самий, що і в The Sands of Time. Представник Sony повідомив команді, що вони досягли технічних меж PlayStation 2, але команда знайшла способи налаштувати рушій і отримати більшу продуктивність та більші середовища. Вони також прагнули досягти аналогічного покращення графічної якості для платформи Xbox. Гра мала працювати з частотою 30 кадрів на секунду, що дозволило задіяти більше обчислювальних потужностей для промальовування інших частин світу.
Старший продюсер Янніс Маллат вважав The Sands of Time короткою, тому сиквел буде втричі довшим, а дизайн рівнів і боїв - більш досконалим. З огляду на те, що сили Пісків Часу не були настільки важливими для ігрового процесу першої гри і тому майже не використовувалися гравцями, геймплей Warrior Within ще більше інтегрував би їх з моментами, які вимагали "конкретних дій". Світ буде більш відкритим, щоб забезпечити більшу свободу, а різні часові періоди дозволять змінювати дизайн рівнів. Команда також включила деякі концепції та ворогів, які довелося вирізати з попередньої гри. Здатність принца спускати штори за допомогою мечів була взята з пропозиції від фанатів на форумах Ubisoft. Бойова система вільної форми, яка дозволяла як перемикати зброю, так і використовувати навколишнє середовище під час бою, народилася з нового образу Принца як загартованого та вправного бійця. Спочатку планувалося, що Принц не матиме основної зброї, з можливістю битися голими руками, але від цього відмовилися. Анімація атаки також була натхненна бойовими сценами Джекі Чана. Часові здібності були збережені через їх центральне місце в The Sands of Time, додавши додаткові елементи геймплею, пов'язані з Пісками. Враховуючи скарги на фінального боса The Sands of Time, основна увага буде приділена завершенню гри належною кульмінаційною битвою. Команда також включила більше реальних боїв з босами, знову ж таки завдяки відгукам. Розширені ігрові можливості Принца вимагали переробки ворожого ШІ та оточення, щоб пристосувати їх до нього і продовжувати представляти виклик для гравців.

### Сценарій та художній дизайн
Однією з помітних змін у порівнянні з "Пісками часу" став візуальний дизайн і презентація Принца. До Маллата звернулася пре-продакшн команда, яка хотіла піти в більш похмурому напрямку, ніж "Піски часу". Маллат відчував, що Принцу в "Пісках часу" чогось бракувало, незважаючи на те, що він був хорошим персонажем, а похмурий напрямок відповідав його бажанню розвивати серію, і був схвалений маркетинговою командою Ubisoft. Врешті-решт було обрано сюжет "не просто про порятунок світу або порятунок дівчини, це історія Принца Персії і про те, хто ж насправді цей хлопець". Остаточний наративний та естетичний тон був описаний як ближчий до жахів на виживання, а принц став більш зрілим і потенційно близьким персонажем порівняно з його зображенням у "Пісках часу". Частина історії була передана поза кадром, оскільки команда прагнула до більш інтерактивного сюжету. Хьюг Мартель, провідний аніматор "Тріо з Бельвіля", виступив у ролі радника та концепт-художника для кадрів та розкадровок, працюючи разом з художником-постановником Рафаелем Лакостом.
Сценарій написали Корі Мей та Дума Вендшух з Sekretagent Productions. Вони були залучені до роботи, коли звернулися до Ubisoft з приводу адаптації однієї з їхніх серій відеоігор для телебачення, працюючи з виробничою командою над включенням оповіді в ігровий процес. Наймання професійних сценаристів було частиною зусиль команди, спрямованих на те, щоб зробити Принца і всю історію більш реалістичною. Вони описали тему історії як таку, що показує, що все може бути можливим, якщо докласти достатньо зусиль, що показано через Принца, який намагається досягти неможливого і змінити свою долю. Історія мала бути близькою гравцям, а Принц був показаний наляканим і розпачливим через переслідування Дахаки. Жіночі персонажі були написані так, щоб спочатку виглядати як стереотипи, такі як Кайліна - дівчина в біді, а потім підірвати очікування гравців пізніше в історії. Розвиток особистостей ворогів був мотивацією для включення діалогу між Принцом та його ворогами. Стиль розповіді персонажа оригінальної гри був відкинутий для Warrior Within, і Маллат пізніше відчував, що через це "щось було втрачено" з презентації.
Голос Принца був переозвучений з "Пісків часу", а Робін Аткін Даунс замінив Юрій Ловенталь. Пізніше у інтерв'ю Ловенталь вважав, що це було свідомим рішенням Ubisoft, щоб вписатися в загальну тональність гри, і думав, що це було правильним рішенням. Провідний звукорежисер Джонатан Пілон пояснив цю зміну як необхідну через більш загартований і змучений світом образ Принца, на додаток до того, що новий голос краще відповідає його оновленому зовнішньому вигляду.  Кайліну озвучує італійська актриса Моніка Беллуччі. Вона погодилася на цю роль через зацікавленість історією та симпатію до персонажа Кайліни через її особистість і позицію людини, яка знає свою долю. Ця роль стала для неї "новим досвідом" через використання лише її голосу для надання індивідуальності персонажу, який інакше був анімованим. Як і у випадку з іншими ролями, вона працювала з тренером з постановки голосу, щоб підготуватися до ролі.
Художній напрям був "темнішим і більш гнітючим", на нього вплинула сюжетна лінія, використовуючи "монохромну" палітру для створення послідовного дизайну в усіх частинах гри та передачі розповіді та ігрового процесу. Кожен часовий період виражав протилежні почуття за допомогою різних палітр та елементів: сьогодення використовувало насичені кольори та будівлі, вкриті рослинністю, тоді як минуле мало яскравіші кольори та "розкішний, але все ще дещо залякуючий" вигляд. Персія все ще слугувала основним візуальним впливом, тільки цього разу з акцентом на більш давні місця Близького Сходу, такі як Вавилон та його Висячі сади. Мистецтво було створено за допомогою комп'ютерів, з поступовим процесом, починаючи з широких мазків для створення настрою, а потім додаючи дрібніші деталі. Загальний художній та персонажний дизайн також черпав натхнення з екранізацій            "Володаря перснів".
Принц був перероблений, і в цьому процесі брали участь два художники - Мікаель Лабат і Ніколя Був'є. На ранніх етапах було створено кілька гібридних дизайнів з його появою в "Пісках часу", але незабаром було вирішено, що команда була недостатньо радикальною з редизайном. Його "харизма" повинна була бути новою, але відповідати подіям "Пісків часу". Його нові обладунки відображали цю зміну: вони складаються з переплетених шкіряних ремінців, що забезпечують йому захист і водночас дають свободу для виконання акробатичних рухів. У новому дизайні персонажа з'явилося більше різноманітних типів ворогів. Графічний дизайн був покращений порівняно з першою грою, з додатковою деталізацією моделей персонажів і оточення, а також поліпшенням системи освітлення. Метою було створити якомога реалістичніший рендеринг робіт команди, незалежно від того, чи були вони реалістичними чи фантастичними. Анімація CGI-кадрів була заснована на кадрах, створених під час пре-продакшену за участю членів Two Worlds Theatre. Команда працювала з мінімальним реквізитом і костюмами, знімаючи по п'ятнадцять хвилин матеріалу протягом двох днів. Ці ранні фільми продовжували залишатися для команди еталоном при створенні рухів персонажів. Кадри з панорамною камерою, що демонструють великі простори та інтерактивні елементи, черпали безпосереднє натхнення з робіт Чана.

### Аудіо
Пілон працював над звуковим оформленням попередньої гри, і разом з рештою команди звукорежисерів хотів створити більш похмуру атмосферу як у музиці, так і в загальному звуковому оформленні. Хоча деякі звуки для руху принца були повторно використані з The Sands of Time, більшість звукового оформлення навколишнього середовища та ворогів було новим. Мета полягала в тому, щоб гравці відчували, що вони рубають справжніх ворогів, а звукове оформлення було націлене на вісцеральний стиль. Було розширено діапазон звуків для ворогів, включаючи деякі спотворені голосові лінії. Вони використовували ту саму підтримку виведення звуку, що й у The Sands of Time; Dolby Pro Logic для PS2 та GameCube, Dolby Digital для Xbox, а також Dolby Digital та EAX для ПК.
Стюарт Чатвуд, композитор The Sands of Time і учасник канадського рок-гурту The Tea Party, повернувся для Warrior Within. Чатвуд працював над внутрішньоігровою музикою. Він був залучений з раннього етапу, коли Ubisoft надала йому концепт-арт і геймплейні відео, щоб він міг створити музику, натхненну ними. Відповідно до тональної зміни Warrior Within, музика була взята в більш темному напрямку, оскільки Ubisoft хотіла отримати "важкий саундтрек". Щоб досягти цього, внутрішньоігрова музика використовувала музику важкого металу. У той час як вони використовувались для екшену та бойових послідовностей, для дослідження використовувались більш атмосферні теми. Арабські елементи з попередньої гри були збережені, але зроблені "тонкими" і менш помітними. До проєкту також приєднався Інон Цур, мультимедійний композитор, відомий своїм оркестровим стилем. Пізніше він описав свою роботу як зосереджену на кат-сценах і "великих битвах". Ubisoft хотіли, щоб оркестрова музика під час кат-сцен контрастувала з внутрішньоігровою музикою, що призвело до залучення Цура на борт. Музика Цур була виконана Голлівудським студійним оркестром і записана на студії Warner Bros. у Бербанку.
Окрім оригінальної музики, треки "I Stand Alone" та "Straight Out of Line" були ліцензовані у рок-гурту Godsmack. Використання цих пісень здебільшого обмежувалося зустрічами з Дахакою. Озираючись назад, співробітники відзначали неоднозначну реакцію фанатів на музичні зміни. Випуск саундтреку англійською мовою був неможливий через технічні проблеми з музичним контрактом. Альбом саундтреків був випущений в Японії компанією Team Entertainment 19 жовтня 2005 р. Музика з Warrior Within була включена в альбом саундтреків як бонус до попереднього замовлення для версій PS2 і Xbox The Two Thrones. Пізніше музика з Warrior Within була включена в цифровий альбом-компіляцію, випущений 3 січня 2011 р.

## Прийом
| Агрегатор  | Оцінка | Оцінка | Оцінка | Оцінка | Оцінка | Оцінка |
| Агрегатор  | GC     | iOS    | PC     | PS2    | PSP    | XBOX   |
| ---------- | ------ | ------ | ------ | ------ | ------ | ------ |
| Metacritic | 83/100 | 72/100 | 83/100 | 83/100 | 65/100 | 83/100 |

| Видання                            | Оцінка  | Оцінка | Оцінка | Оцінка  | Оцінка  | Оцінка  |
| Видання                            | GC      | iOS    | PC     | PS2     | PSP     | XBOX    |
| ---------------------------------- | ------- | ------ | ------ | ------- | ------- | ------- |
| Edge                               | Н/Д     | Н/Д    | Н/Д    | 7/10    | 5/10    | Н/Д     |
| Electronic Gaming Monthly          | 8.5/10  | Н/Д    | Н/Д    | 8.5/10  | Н/Д     | 8.5/10  |
| Eurogamer                          | Н/Д     | Н/Д    | Н/Д    | Н/Д     | 6/10    | 7/10    |
| Game Informer                      | 9.25/10 | Н/Д    | Н/Д    | 9.25/10 | 7.75/10 | 9.25/10 |
| GamePro                            | Н/Д     | Н/Д    | Н/Д    | [ 22 ]  | Н/Д     | Н/Д     |
| GameRevolution                     | B       | Н/Д    | Н/Д    | B       | Н/Д     | B       |
| GameSpot                           | 8.8/10  | Н/Д    | 8.6/10 | 8.8/10  | 7.4/10  | 8.7/10  |
| GameZone                           | Н/Д     | Н/Д    | 9.1/10 | 9.4/10  | Н/Д     | 8.7/10  |
| IGN                                | 8.6/10  | 6.9/10 | 8.6/10 | 8.5/10  | 6/10    | 8.7/10  |
| Nintendo Power                     | 4.6/5   | Н/Д    | Н/Д    | Н/Д     | Н/Д     | Н/Д     |
| Official U.S. PlayStation Magazine | Н/Д     | Н/Д    | Н/Д    | [ 39 ]  | [ 40 ]  | Н/Д     |
| Official Xbox Magazine (США)       | Н/Д     | Н/Д    | Н/Д    | Н/Д     | Н/Д     | 9.6/10  |
| PC Gamer (США)                     | Н/Д     | Н/Д    | 64%    | Н/Д     | Н/Д     | Н/Д     |

За даними Ubisoft, Prince of Persia: Warrior Within було продано 1,9 мільйона копій по всьому світу в перший місяць продажів. Версія Warrior Within для PlayStation 2 отримала "золоту" нагороду Асоціації видавців розважального програмного забезпечення (ELSPA), що свідчить про продажі щонайменше 200 000 копій у Великій Британії.
Критичні відгуки про Warrior Within варіювалися від позитивних до змішаних. Версії для GameCube, ПК, PlayStation 2 і Xbox отримали "схвальні" відгуки, тоді як версії для iOS і PSP отримали "змішані або середні відгуки" згідно з даними сайту Metacritic, що агрегує відгуки. В іншому місці, версія для мобільних телефонів отримала "загальне визнання" згідно з GameRankings.Рецензенти високо оцінили включення та знайомі елементи платформера попередньої гри, але зі змішаними почуттями щодо нових бойових елементів. Warrior Within також містила більше контенту, ніж The Sands of Time, і потребувала від 15 до 20 годин для проходження.
Джордан Мехнер, який був творцем оригінальної Prince of Persia і працював над The Sands of Time, але не над Warrior Within, однак, прокоментував у Wired, що "я не є фанатом художнього напрямку або насильства, яке заробило їй рейтинг M. Історія, персонаж, діалоги, озвучка та візуальний стиль були не в моєму смаку".
Eurogamer скаржився, що гра втратила більшу частину своєї чарівності, зробивши візуальні ефекти гри похмурішими, історію менш захоплюючою і зрілою порівняно з Sands of Time, а додавання крові та скупо одягнених жіночих персонажів було поганим смаком. Penny Arcade пародіювала Принца в комічній формі, стверджуючи, що колись дотепний, симпатичний персонаж Принц перетворився на більш агресивного готичного персонажа, зробивши його "шаблонним задумливим крутим хлопцем з нульовою індивідуальністю." GameSpot, які у своїх нагородах наприкінці року відзначили зміну тональності, сказавши, що "серія мала втратити частину своєї душі, щоб ми могли більше насолоджуватися фантастичним ігровим процесом", також розкритикували гру за нерівномірний рівень складності та численні збої та помилки.
IGN дав мобільній версії 9,6 балів з 10, назвавши її "тріумфом Gameloft" і "ймовірно, найкращою грою року". GameSpot дав тій же версії 9,2 бали з 10, назвавши її "домінуючою грою за своїми власними достоїнствами, але вона ідентична першій грі в одному відношенні: Кожен, хто хоч трохи зацікавлений у грі в екшн на своєму телефоні, повинен завантажити її". В Японії Famitsu оцінив версію для PS2 в одну дев'ятку, дві вісімки та одну дев'ятку, загалом 34 бали з 40.
Видання, не пов'язані з відеоіграми, також дали грі кілька схвальних відгуків. Detroit Free Press дала версії для Xbox всі чотири зірки і заявила: "Принц перетворився з підлітка в стилі "Аладдіна" на похмурого, злого молодого чоловіка. Він намальований ще красивіше, ніж раніше, а цьогорічна частина додала набагато кращу бойову систему". Sydney Morning Herald дала грі чотири зірки з п'яти, сказавши: "Дослідження лабіринтової цитаделі приносить задоволення, хоча відступ і часті смерті можуть розчаровувати". Однак The New York Times розкритикувала гру, давши їй несприятливу рецензію і заявивши: "Тон гри перейшов від фентезі "Арабських ночей" до чогось схожого на музичний кліп Мериліна Менсона. У темних і брудних декораціях колись галантний принц проклинає і насміхається, розмахуючи мечем на демонів, чиї обезголовлення з любов'ю показані в сповільненій зйомці під саундтрек верескливих гітар".
Редакція Computer Gaming World номінувала Warrior Within на свою нагороду "Екшн-гра року" 2004 року, яка зрештою дісталася The Chronicles of Riddick: Escape from Butcher Bay.